# Црква Светог великомученика Георгија у Јамени
Црква Светог великомученика Георгија у Јамени, насељеном месту на територији општине Шид, припада Епархији сремској Српске православне цркве.
Црква у Јамени подигнута је 1760. године, више пута је спаљивана и обнављана током историје. Задњи пут је спаљена за време Другог светског рата, 1943. године, а обновљена је у периоду од 1998. до 2010. године. Приликом прославе 250-годишњице постојања, 2010. године, цркву је освештао епископ сремски Василије.
Дана 24. јуна 1729. жупу Дреновачку је визитирао Габријел Бачић, препошт каптола у Печуху, па је дошао и у Јамену. Известио је да већину житеља чиме православци (шизматици) који имају и доста велику цркву. Католика је тада било 53, који су подигли дрвену капелицу. 9. фебруара 1733. долази митрополитов архиђакон Вићентије Стефановић, који пише да је 1726. од брвна подигнута црквица Св. Ђорђа, која још није освештана, а покривена је шашом. Тада је црквом управљао поп Стеван Живковић, рођен у Моровићу, учио код попа Крсте. Тада је поп Стеван имао 30 година, кћер, 2 коња и 2 краве. Био је слабо образован, па му је архиђакон наложио да иде у Карловце где ће учити. Тада је у Јамени било 40 православних кућа, али су људи били, по извештају, још дивљи, па у цркву не долази више од два до три човека.